# Roland Laridon
Roland Laridon (Oostende, 3 juli 1936 - aldaar, 18 september 2017) was een Belgisch estheticus. Hij was van 1984 tot 1996 voorzitter van het Vermeylenfonds. 

## Levensloop
Roland Laridon was de broer van de voormalige socialistische volksvertegenwoordiger Alfons Laridon.
In 1977 volgde hij Germain De Rouck op als algemeen secretaris van het Vermeylenfonds. In 1984 werd hij aangesteld als voorzitter van deze organisatie. In deze hoedanigheid volgde hij Jan Vercammen op na diens dood, zelf werd hij opgevolgd door Eliane Van Alboom. Onder zijn leiderschap werd de klemtoon verlegd van strijdbaar flamingantisme naar socio-culturele actie. 
Tevens was hij van 1986 tot 1988 voorzitter van het Overlegcentrum van Vlaamse Verenigingen (OVV). Vanuit deze hoedanigheid werkten hij en het Vermeylenfonds mee aan de Staten Generaal (1986) en het masterplan van de staatshervorming (1987). De pluralistische en progressieve visie van het Vermeylenfonds stond rond deze periode echter steeds duidelijker haaks op die van de radicaliserende rechtse Vlaams-nationalistische beweging die aanstuurde op separatisme. Onder impuls van Laridon werd dan ook besloten de betogingen voor Vlaamse onafhankelijkheid van 1990 en 1991 niet te steunen. Kort daarop verlieten Laridon en het Vermeylenfonds het OVV.
In 2014 kreeg hij de Oostendse Prijs van de Cultuurraad.
Hij was tot zijn overlijden lid van de sp.a Oostende.